# Pastor-croata
Pastor-croata[a][b] (em croata: Hrvatski Ovčar) é uma raça canina proveniente da Croácia. Este canino é raramente visto fora de sua terra natal, sendo então desconhecido por muitos. Sua função é a de guardar rebanhos e quintas. Cheio de energia, quando tratado como cão de companhia, requer espaço e atividade física. Fisicamente, machos e fêmeas possuem o mesmo tamanho, podendo chegar a medir 50 cm na altura da cernelha.